# Sjuksköterskor i Sverige
En sjuksköterska arbetar med praktiskt-kliniskt inriktad hälso- och sjukvård. Huvudämnet i utbildningen är omvårdnad, som under de senaste decennierna etablerat sig som ett eget akademiskt ämne i många länder. 
Sjuksköterskor tjänstgör bland annat på sjukhus, inom primärvård och äldreomsorg, men även i skolor, företagshälsovård och läkemedelsindustrin. En skolsköterska är knuten till en skola och fungerar som ett personligt stöd.
I Sverige bedrivs sjuksköterskeutbildningen på högskolenivå sedan 1977 samt är sedan 1993 en treårig yrkesexamen som ofta kombineras med en medicine eller filosofie kandidatexamen med huvudämnet omvårdnad, ibland benämnd vårdvetenskap. Utbildningen varvar teori med klinisk träning och efter sjuksköterskeexamen är det möjligt att ansöka om legitimation som sjuksköterska från Socialstyrelsen. Därmed ansluter sig också den nyutbildade till yrkets etiska regelverk. Vid examen får den nyblivna sjuksköterskan en brosch som är unik för lärosätet.
Traditionellt tilltalas en sjuksköterska med syster och förnamn ("syster Anna"). Ordet "sköterska" är en vanligt  förekommande informell kortform; ett slangord för sjuksköterska är "syrra".
Titeln chefssjuksköterska kan ha olika betydelse och syftar på sjuksköterskor i chefsposition på olika nivåer, allt från vårdcentraler eller avdelningar på sjukhus till att vara övergripande ansvarig för omvårdnaden på ett helt sjukhus.
Enligt Hälso- och sjukvårdslagen i Sverige är kommunerna skyldiga att ha en medicinsk ansvarig sjuksköterska för kommunernas hälso- och sjukvårdsverksamhet.

## Historik
Marie Cederschiöld utbildades i Kaiserswerther Diakonie och grundade 1851 det som idag är Ersta Sköndal högskola i Stockholm. En av Florence Nightingales elever, Emmy Rappe, grundade 1867 Röda korsets sjuksköterskeskola i Stockholm, den första sekulära sjuksköterskeutbildningen i Sverige. På drottning Sophias önskemål grundades Sophiahemmet 1884. Sjuksköterskeutbildningens längd har historiskt varierat mellan ett och ett halvt och tre år.

## Könsperspektiv
Både kvinnor och män är sjuksköterskor. Sveriges första manliga sjuksköterska var Allan Härsing som utexaminerades 1953 . Åtta procent av de sjuksköterskor som är medlemmar i Vårdförbundet är män. Den feminina ändelsen i Sverige lever kvar från den tiden då det enbart var kvinnor som arbetade i yrket, och används i likhet med till exempel hur ordet brandman används för kvinnor. Yrkesbeteckningen sjukskötare används inte inom vården i Sverige, för att undvika förväxling med begreppet skötare, som är yrkestiteln för en undersköterska inom mentalvården. 
De första männen som utbildade sig till sjuksköterskor hade ofta tidigare vårderfarenhet som mentalskötare inom den psykiatriska vården eller som ambulansförare inom räddningstjänsten, vilket numera är exempel på gymnasiala vårdutbildningar.

## Specialistsjuksköterskor
För vissa tjänster krävs utöver den treåriga grundutbildningen också en specialistutbildning på mellan en och tre terminer. För tjänstgöring inom skolhälsovården som skolsköterska kan specialiseringen vara skolsköterska, distriktssköterska eller barnsjuksköterska. Dessa utbildningar skaffar många grundutbildade sjuksköterskor efter några års praktiskt arbete. Ibland, som i fallet med utbildning till ögonsjuksköterska kan den utbildningen byggas på med ytterligare ett års universitetsutbildning med inriktning till ortoptist. 
Barnmorskorna i Sverige hade fram till 1952 en självständig yrkesutbildning, men är därefter en specialistutbildning på ett och ett halvt år efter avlagd sjuksköterskeexamen.  
Skolsköterskor har funnits sedan början av 1900-talet och är inskrivet i skollagen sedan åtminstone 1940-talet. Skolsköterskorna har en av de äldsta sjuksköterskeföreningarna i Sverige. Sedan titeln sjuksköterska blev namnskyddad, finns det önskemål om att yrkestiteln förtydligas till skolsjuksköterska,[källa behövs] så att allmänheten direkt inser att det gäller en sjuksköterska, men också för att benämningen skall vara konsekvent och logisk med övriga titlar inom specialistutbildningarna för sjuksköterskor. Det finns ingen formell specialistutbildning till skolsköterska i Sverige.[förklaring behövs]
För att få undervisa på sjuksköterskeutbildningar krävs magisterexamen eller doktorsexamen. Även om andelen forskarutbildade lärare (med doktorsexamen) har ökat, finns fortfarande många universitetsadjunkter (utan forskarutbildning) inom sjuksköterskeutbildningarna. I ökad utsträckning har forskare inom omvårdnad börjat anställas i landsting och ute på sjukhusklinikerna.[förklaring behövs][källa behövs]
- Sjuksköterska inom akutsjukvård
- Sjuksköterska med inriktning mot anestesi eller intensivvård
- Sjuksköterska inom internmedicin och kirurgi
- Sjuksköterska inom äldrevård
- Ambulanssjuksköterska har specialistutbildning inom prehospital vård
- Barnsjuksköterska
- Distriktssjuksköterska
- Onkologisjuksköterska
- Operationssjuksköterska
- Psykiatrisjuksköterska
- Ögonsjuksköterska

Röntgensjuksköterska är i Sverige en alternativ grundutbildning och ett eget legitimationsyrke. I vissa andra länder är det istället en specialistutbildning för sjuksköterskor.

## Facklig anslutning
Sjuksköterskor organiseras framför allt av Vårdförbundet inom TCO. Åren 2017-2019 var sjuksköterskornas fackliga organisationsgrad knappt 80 procent, varav i offentlig sektor (kommuner och regioner) omkring 82 procent och i privat sektor omkring 65 procent. Åren 2001-2003 var drygt 90 procent av sjuksköterskorna fackligt anslutna.
Svensk Sjuksköterskeförening är sjuksköterskornas yrkesorganisation.